# Assedio di Danzica (1577)

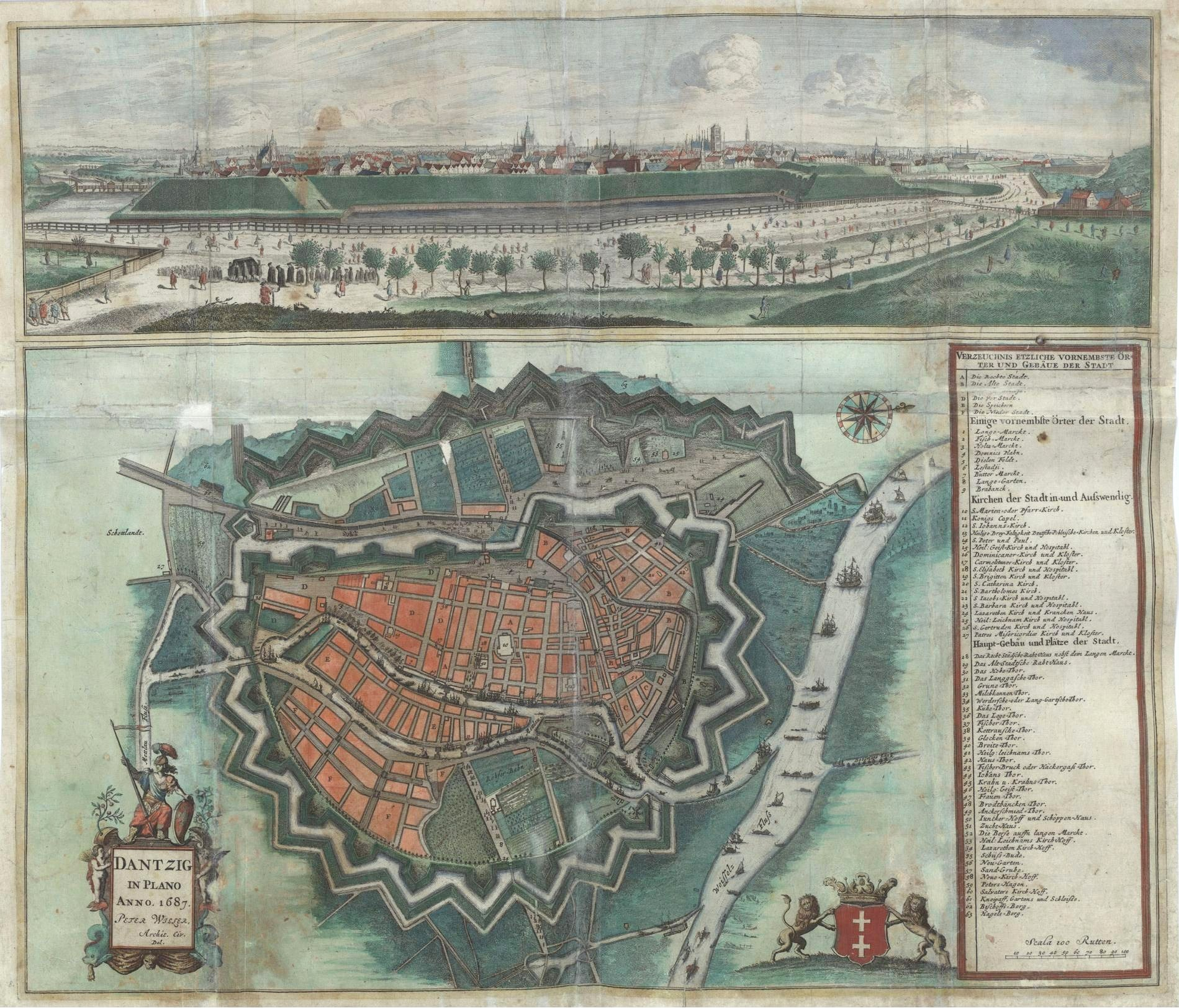
Cartina mostrante le fortificazioni di Danzica come erano circa 100 anni dopo

L'assedio della città di Danzica del 1577 fu mosso da Stefan Batory, re di Polonia, con insuccesso
Il conflitto ebbe inizio quando la città di Danzica non riconobbe la libera elezioni di Batory al trono polacco, e sostenne invece Massimiliano II d'Asburgo. Ciò condusse a un breve conflitto, conosciuto come la ribellione di Danzica. L'assedio di Danzica fu la parte conclusiva di tale conflitto.
Dopo un assedio di sei mesi, l'esercito di Danzica, composto da 5 000 mercenari (tra i quali un reggimento scozzese) fu sconfitto in una battaglia di campo il 16 dicembre 1577. Tuttavia, dato che gli esercito di Stefano non erano in grado di conquistare la città, fu raggiunto un compromesso: Stefan Batory confermò lo status speciale della città e i privilegi conferitile dai precedenti monarchi polacchi. L'assedio fu sollevato come scambio per il riconoscimento di Stefano come sovrano. La città lo riconobbe come governatore della Polonia e pagò l'enorme somma di 200 000 złoty.